# 水槽
水槽（すいそう）は、水、液体を貯めるための容器、設備。

## 種類
水生生物の飼育と鑑賞を目的とした飼育水槽、実験を目的とした実験水槽、飲料水や防火用水などを貯めておく貯水槽、消防用水を貯めるのに特化した防火水槽、屋根に降った雨水を雨樋経由で貯める雨水槽（あるいは雨水貯留槽）、汚水を一時的に貯留する汚水槽、建物や敷地内で生じる排水をまとめる排水槽など、使用目的で分類されている。
また、ガラス水槽、アクリル水槽、FRP水槽、ステンレス水槽など素材による分類のほか、簡単に組み立てられる構造のものを指す簡易水槽という分類も。
飼育水槽では、市販されている規格品の規格水槽、オーダーメイドで作るオーダーメイド水槽（特殊水槽）という分類や、立方体のキューブ水槽、円形の丸水槽、円柱状の円柱水槽など形状による分類も。
実験水槽では槽内温度を一定に保つ恒温水槽、一定の低温に保つ低温恒温水槽などの種類も。

## 飼育水槽

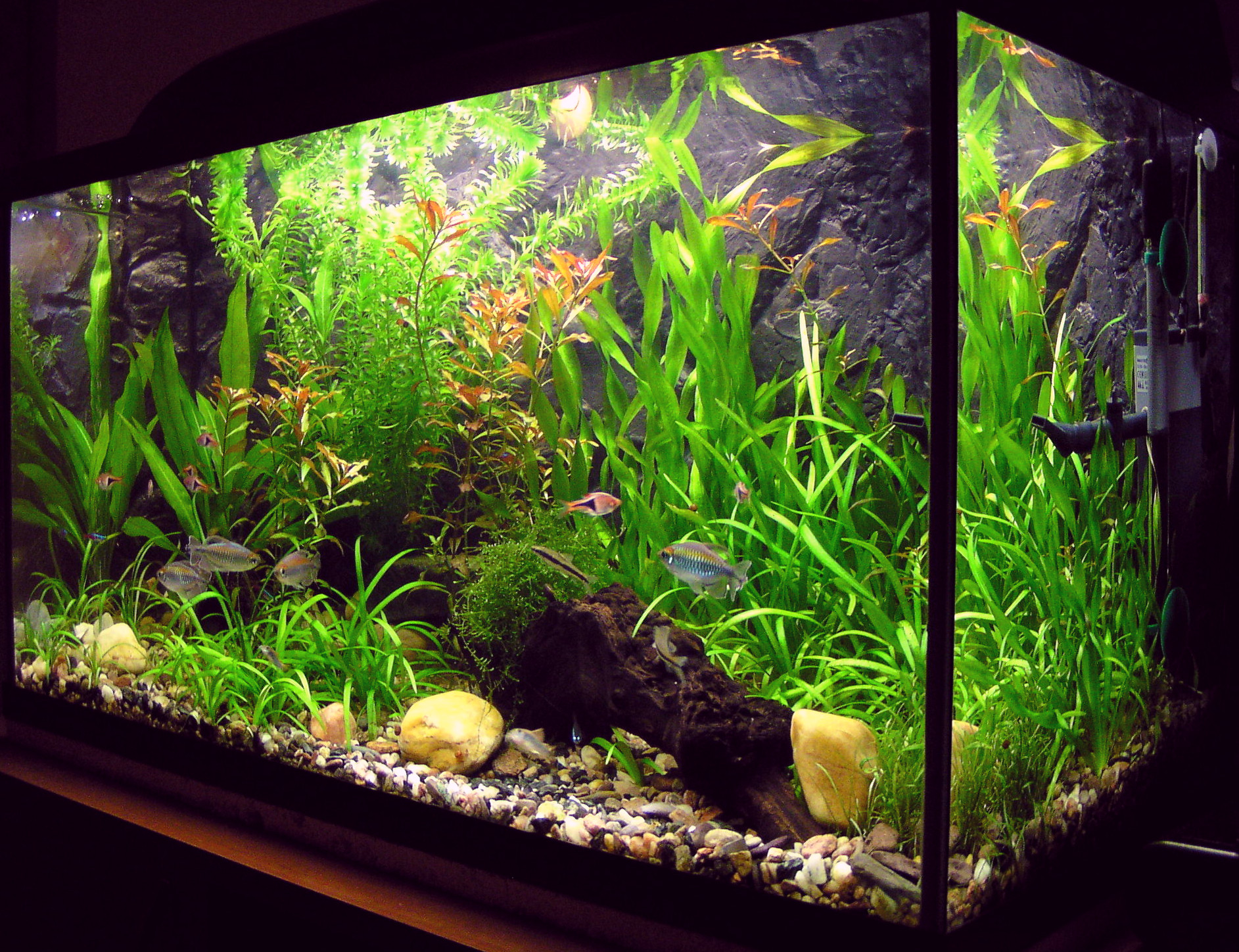
熱帯魚を入れた水槽（100リットル）

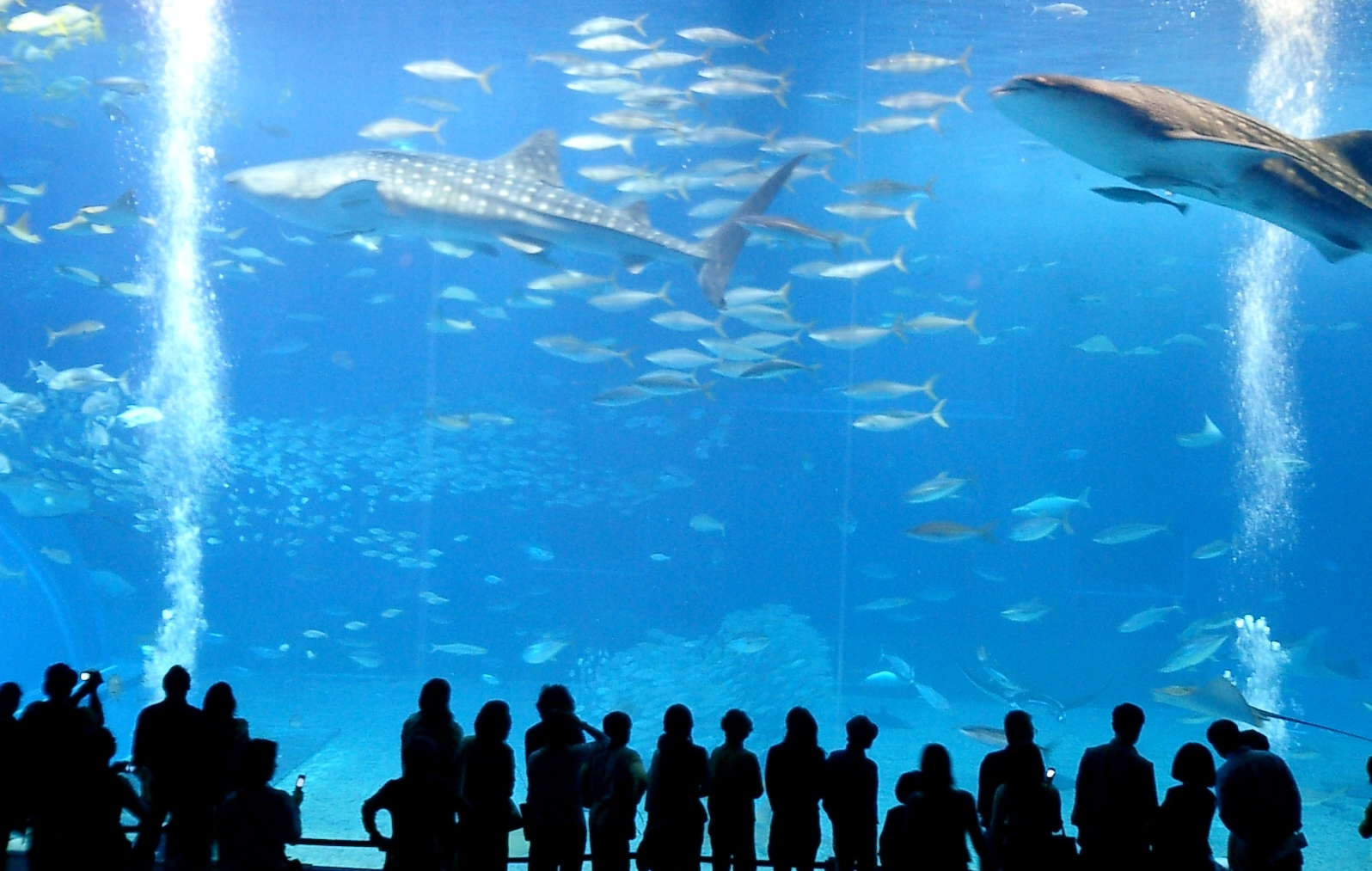
沖縄美ら海水族館の大水槽

水生生物の飼育と鑑賞を目的としたものは全面、または一部が透明な素材が使用される。水族館などには客が生物の行動を観察できるよう、大型の水槽が設置されている。
透明な素材としてはアクリル樹脂やプラスチック、ガラスなどが用いられる。

### 汎用水槽
市販の水槽は主に観賞魚を飼う目的で使用されるが、陸棲の動植物の飼育などにも使用されることがある。
スペース確保の面と観賞面から直方体が一般的だが、曲面や球面を持つ変形水槽もある。ガラス水槽の場合、枠がある物と枠が無くシリコンで接着されただけの物(オールガラス、フレームレス水槽等と呼ばれる)がある。
素材としてはガラス製のものとアクリル製のものに大別され、前者は主に小型～中型水槽に、後者は大型水槽に利用される。ガラス製の特徴として「傷が付きにくい」、「重い」、「割れやすい」、「一体化しにくい」などが挙げられる。アクリル製はその逆で、「傷付きやすい」、「軽い」、「割れにくい」、「一体化しやすい」など。

#### プラケース
プラスチック製のありふれた水槽で量産されたものが、日本各地のペットショップやホームセンターなどで売られている。主に魚、昆虫などを飼う目的で使用される。
一般的なものは、ポリスチレン樹脂やアクリル樹脂を用いた一体形成の透明な容器である。上部にストッパー付きの籠状の蓋を持つ。その蓋には、プラスチック製の開閉可能な小窓が装備されている場合が多い。耐久性は上記のガラス、アクリルに劣る。

#### 規格水槽
多く製造され販売されている水槽であり、ガラス製の物が多いがアクリル製のものもある。多くは屋内での使用を前提に設計されている。
ペットショップなどで売られている。
- 45cm規格水槽（45×24×30）
- 60cm規格水槽（60×30×36）
- 90cm規格水槽（90×45×45）
- 120cm規格水槽（120×45×45）
- 180cm規格水槽（180×60×60）

※括弧内の数字は（幅×奥行き×高さ）である。
日本では、60cmを超える水槽を大型水槽と呼ぶ場合が多い。

#### 規格水槽以外の屋内用水槽
立方体のキューブ水槽と呼ばれるものもあり、そのサイズも多様である。30cm×30cm×30cmの様な立方体水槽の場合、30Cと表記される。らんちゅう水槽と呼ばれる背が低い水槽もあり、主にらんちゅうの飼育に用いられる。テーブルやデスクと一体になった水槽や、壁に埋め込む水槽などもある。曲面や台形の面を持つ変形水槽もある。これらは、一般的に量販店で市販されているものも多いが、特注で作るものもある。

#### バーズアイ水槽
バーズアイ水槽は上から鮮明に見える鑑賞魚用水槽。従来の横から見る通常の水槽と異なり、上から鑑賞することを目的とし、新しいタイプのアクアリウムとして位置づけられている。形態としてはテーブル型が一般的であり、小さいものでは80cmのソファーテーブル、大きいものでは5mのバーカウンターテーブルがある。日本で考案され、製造されている。

### 屋外水槽、簡易池
金魚やコイ、亀などの飼育、水生植物を栽培などに使用される。
FRPで出来たものや、コンクリートで出来たものがある。
無機質で何の装飾もない直方体のもの、自然の岩肌を真似たものなど、形や趣は様々ある。

### 飼育水槽容積の世界ランキング
1. ドバイ水族館（アラブ首長国連邦）（2008年）…水量10,000t
2. 沖縄美ら海水族館 「黒潮の海」（日本）（2002年）…水量7,500t
3. リスボン海洋水族館 （ポルトガル）（1998年）……水量6,000t

## 水産および活魚流通の水槽
漁師が捕獲した魚は、活魚・鮮魚・冷凍魚・加工魚といった状態で流通するが、活魚は魚を生かしたまま流通させることであり、魚を生かしておける水槽は生簀という。

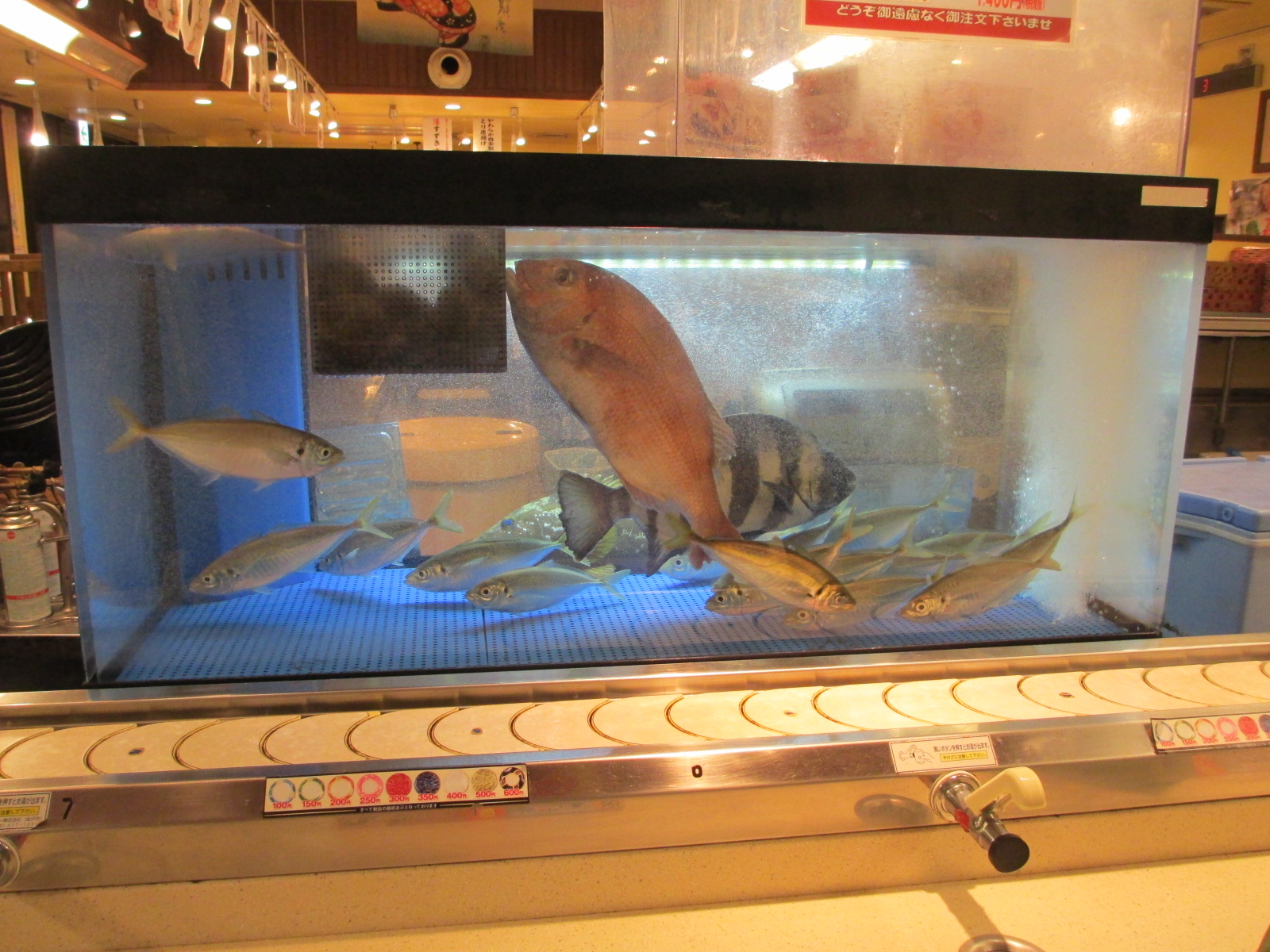
回転寿司店内に置かれた生簀（活魚水槽）。海水魚用でマダイ、イシダイ、アジが泳ぐ。（力丸）

漁師が漁船で捕獲した魚は、生簀と呼ばれる船体に組み込まれた水槽で漁港に運ばれ、市場に設置された水槽に移され、それを買い付けた業者は荷台に水槽を積んだ活魚運搬車で料亭、寿司屋 等、あるいは別の市場に運送する。
料亭、寿司屋などでは、その魚を生簀や活魚水槽と呼ばれる海水を適度に冷やし循環させる水槽に入れることで調理直前まで生かしておける。
なお、陸上養殖でも大型水槽が使われる。

## 実験水槽
実験水槽は工学や生物学（甲殻類など）などの実験で利用されるもので、潮の満ち干や水位変化を作り出すことができる。

## 防火水槽

公共の防火水槽の例（日本、千葉県）

消防水利のひとつとして防火水槽（ぼうかすいそう）がある。防火水槽には消防庁の「消防水利の基準」（昭和39年12月10日消防庁告示第7号）により市街地などに設置される固定型の防火水槽と、消防操法などで使用される可搬型の防火水槽がある。固定型の防火水槽には地上又は地下に設置されるコンクリートのものなどがあり、可搬型の防火水槽には鉄製の枠に樹脂製の水槽を取り付けるものなどがある。その他に地方の各家庭に設置されている古井戸を防火水槽として登録・管理を行い、万が一消火栓等の故障により消火活動に支障がきたした場合に使用できるよう管理している例がある。
日本には近世から天水桶という雨水を貯蔵して消防用水とする装置が、都市部を中心に存在した。

## 生活用水槽
現代では、生活用水のための水槽が多く用いられる。供給された上水道を貯蔵する貯水槽のほか、雨の水を貯蔵し、生活用水とするための雨水タンク（うすいタンク）が多く用いられる。
簡易な雨水タンクの多くはプラスチック製であり、ためた水は、飲用、水撒き、水洗式トイレの洗浄水などとして利用される。

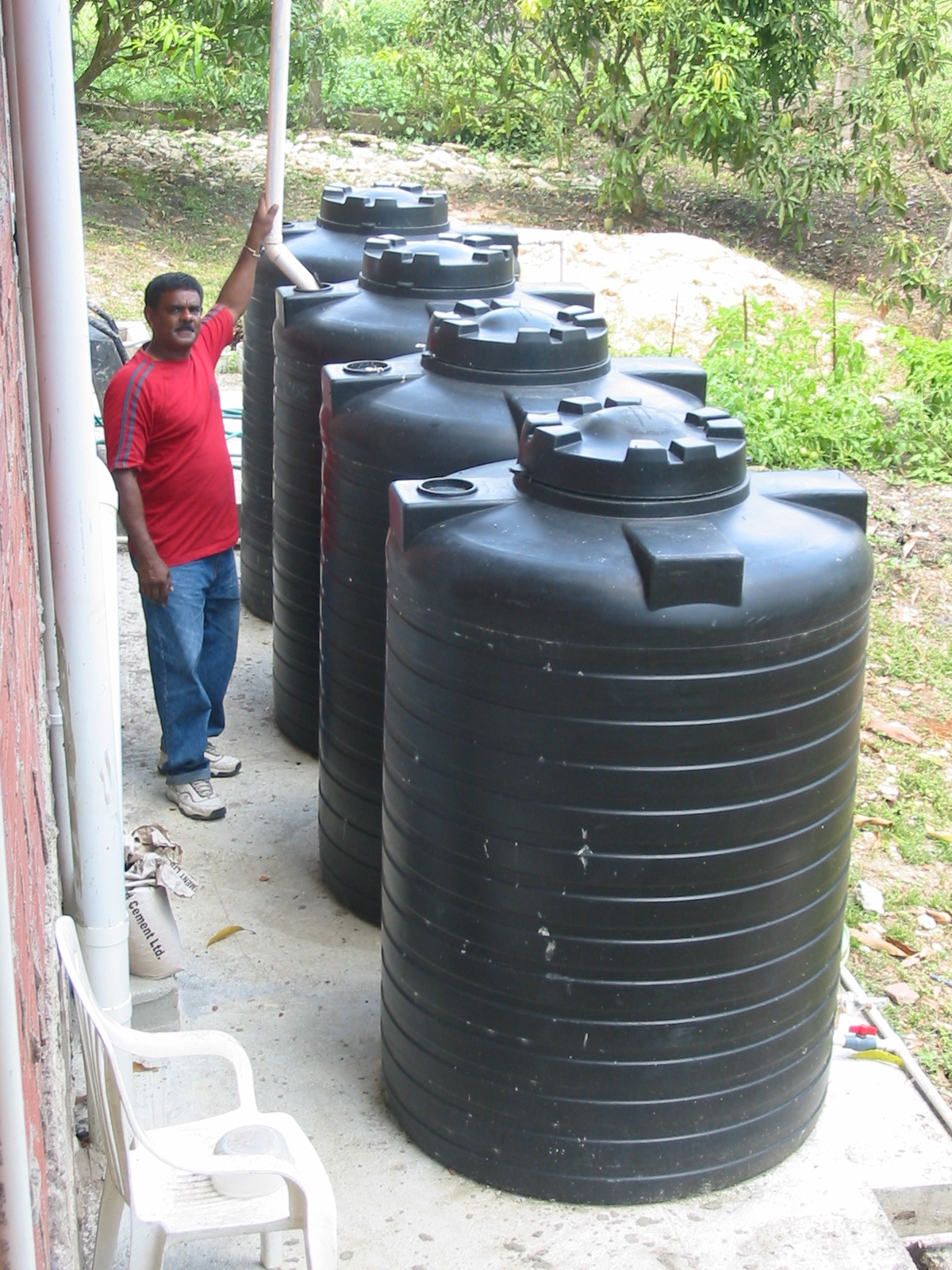
人の背ほどの高さがある雨水タンク
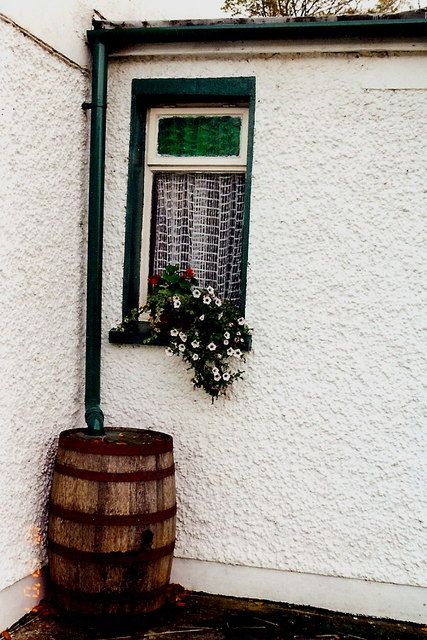
樽に雨水を貯える例
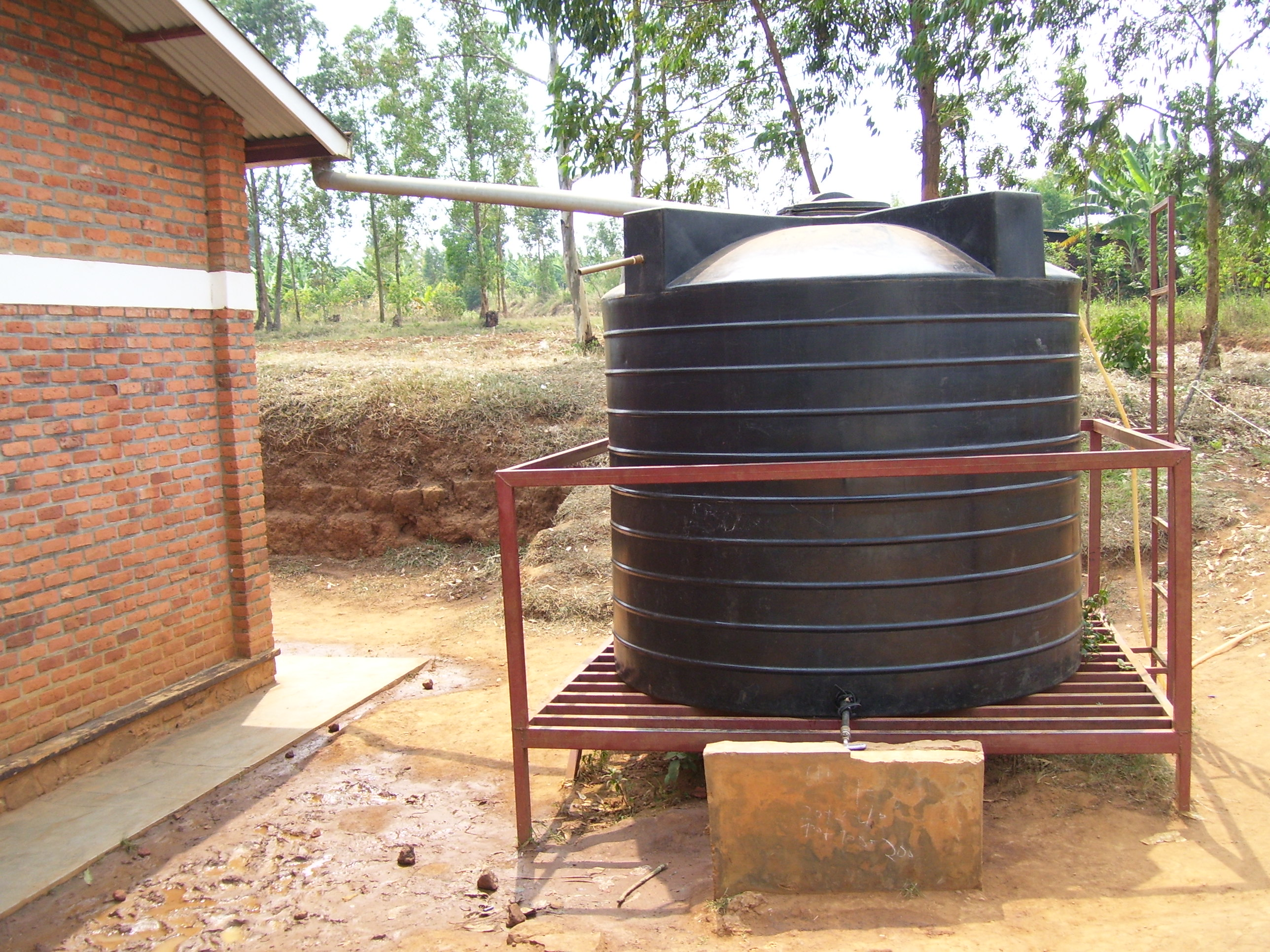
雨樋に接続された雨水タンク